# Horní Bříza zastávka
Horní Bříza zastávka – przystanek kolejowy w Horní Bříza, w kraju pilzneńskim, w Czechach. Położona jest na wysokości 390 m n.p.m.
Na przystanku istnieje możliwości zakupu biletu i rezerwacji miejsc. 

## Linie kolejowe
- 160 Plzeň - Žatec